# Эпендима

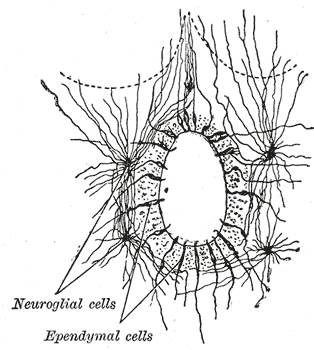
Сечение центрального канала спинного мозга. Показаны клетки эпендимы (ependymal cells) и клетки нейроглии (neuroglial cells).

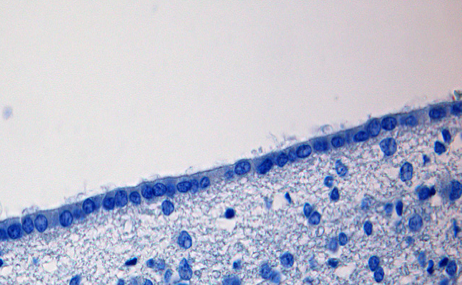
Стенка желудочка (вверху — полость желудочка). Клетки эпендимы — на границе.

Эпе́ндима (др.-греч. ἐπένδυμα — «эпендима» (род верхней одежды); от ἐπι- — приставка, обозначающая пребывание на чем-либо или помещение на что-либо + ἔνδυμα — «одеяние, покров»); син.: эпендимный слой, эпителий эпендимальный, эпителий эпендимный — тонкая эпителиальная мембрана, выстилающая стенки желудочков мозга и центральный канал (лат. canalis centralis) спинного мозга.

## Описание
Эпендима состоит из эпендимных клеток (эпендимоцитов), относящихся к одному из четырёх типов нейроглии. Эпендима на большем своем протяжении является однослойной и состоит из клеток цилиндрической формы. В других же участках (III и IV желудочки мозга и соединяющий их водопровод) она может быть многослойной. В эмбриогенезе эпендима образуется из нейроэктодермы.
Эпендимоциты — эпителиоподобные клетки нейроглии, выстилающие все желудочки мозга и центральный канал спинного мозга. Эпендимоциты выполняют в центральной нервной системе опорную, разграничительную и секреторную функции. Тела эпендимоцитов вытянуты, на свободном конце — реснички (теряемые во многих отделах мозга после рождения особи). Биение ресничек способствует циркуляции спинномозговой жидкости. Между соседними клетками имеются щелевидные соединения и пояски сплетения, но плотные соединения отсутствуют, так что цереброспинальная жидкость может проникать между ними в нервную ткань.
В латеральных частях дна третьего желудочка головного мозга находятся эпендимоциты особого строения, которые называются танициты. На их апикальной части отсутствуют реснички и микроворскинки, а на конце, обращенном в сторону мозгового вещества, находится ветвящийся отросток, который примыкает к нейронам и кровеносным сосудам. Считается, что эти клетки передают информацию о составе цереброспинальной жидкости на первичную капиллярную сеть воротной системы гипофиза.
Некоторые эпендимоциты выполняют секреторную функцию, участвуя в образовании и регуляции состава цереброспинальной жидкости. Хороидные эпендимоциты (то есть эпендимоциты, выстилающие поверхность сосудистых сплетений) содержат много митохондрий, умеренно развитый синтетический аппарат, многочисленные пузырьки и лизосомы. Их выпуклая апикальная поверхность покрыта многочисленными микроворсинками, латеральные поверхности формируют интердигитации и связаны комплексами соединений, а базальная поверхность образует переплетающиеся выросты (базальный лабиринт). По поверхности эпендимы сосудистых сплетений перемещаются уплощенные отростчатые клетки Кольмера с хорошо развитым лизосомальным аппаратом, которые, очевидно, являются макрофагами. Слой эпендимоцитов располагается на базальной мембране, отделяющей его от подлежащей рыхлой волокнистой соединительной ткани мягкой мозговой оболочки, в которой находятся многочисленные фенестрированные капилляры и встречаются слоистые обызвествленные тельца (конкреции). Избирательная ультрафильтрация компонентов плазмы крови с образованием спинномозговой жидкости происходит из капилляров в просвет желудочков через гемато-ликворный барьер. Установлено, что клетки эпендимы способны также секретировать некоторые белки в спинномозговой жидкости и частично поглощать вещества из спинномозговой жидкости (очищая её от продуктов метаболизма мозга, лекарств, в частности, антибиотиков). Сосудистыми сплетениями выделяется от 70 до 90 % всей спинномозговой жидкости. Эпендимоцитами же, располагающимися вне сосудистых сплетений, выделяется 10-30 % всей спинномозговой жидкости. Цитоплазма эпендимоцитов содержит развитую эргастоплазму и различные включения.

## Патология
Эпендимома — опухоль, развивающаяся из клеток эпендимы. В большинстве случаев локализуется в 4 м желудочке.